# Caldari
Caldari o Villa Caldari (Callièrë in abruzzese) è una frazione del comune di Ortona, in provincia di Chieti. Conta 1 057 abitanti contando pure Caldari Stazione, è situata a circa 6 chilometri dal mare e a 182 metri di altezza.

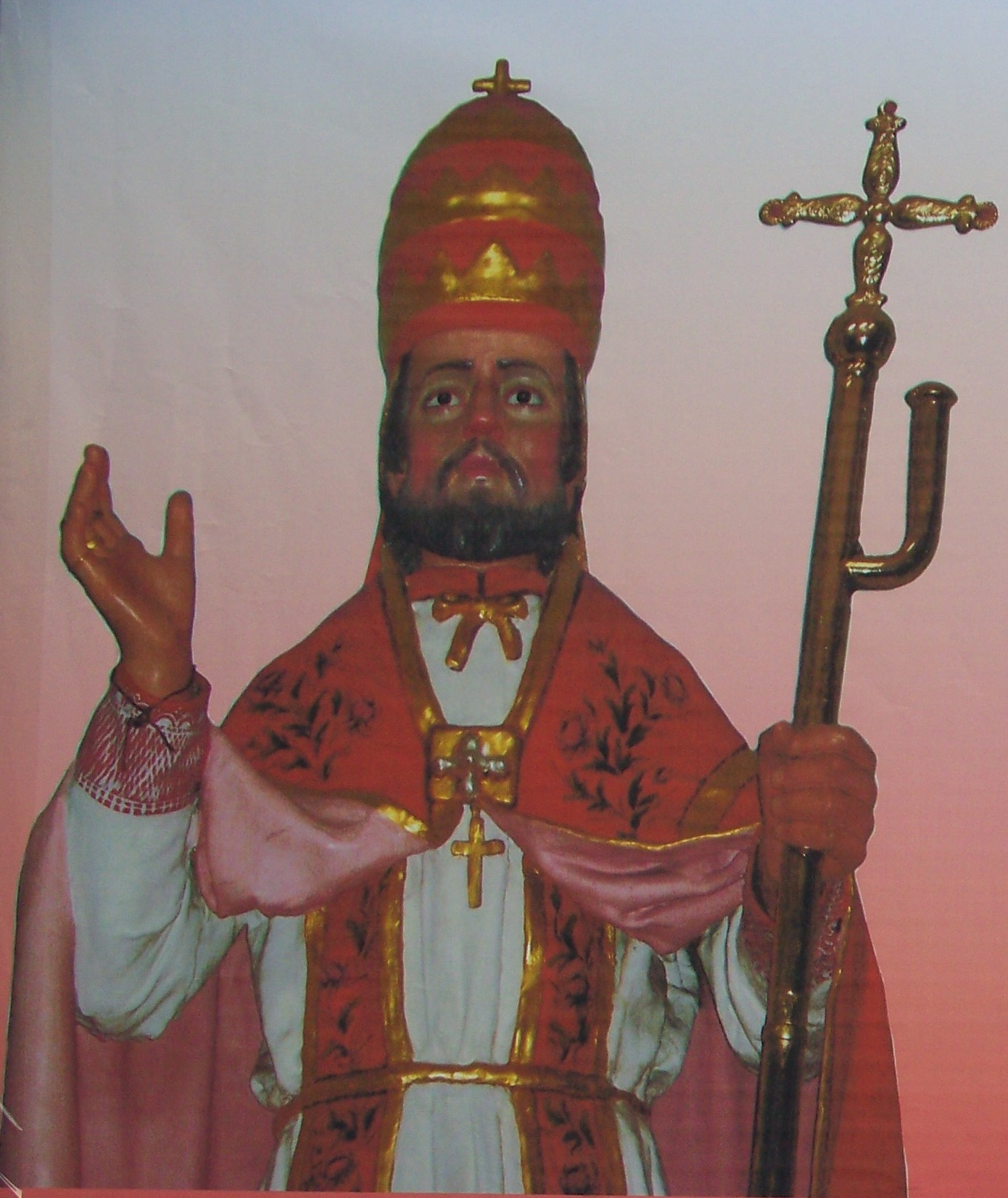
San Zefferino Papa e Martire, patrono di Caldari. La statua si trova nella chiesa parrocchiale

## Storia
Il castello di Caldara è noto dalle fonti storiche fin dal IX secolo, ma tra i secoli X ed XI venne inglobato nel territorio di Ortona, che ne fece oggetto di lite per la definizione dei confini con l'Abbazia di San Giovanni in Venere, lite che venne definitivamente composta dall'Abate Giovanni nel 1097.
Con le leggi francesi sull'abolizione del feudalesimo e con il passaggio dei beni ecclesiastici al demanio comunale si crearono i presupposti per la nascita del comune di Caldari. Le tendenze autonomistiche, infatti, cominciarono a manifestarsi dal 1750 quando i caldaresi avevano raggiunto un adeguato sviluppo economico e rivolsero un'istanza al re di Napoli Carlo III di Borbone per potersi staccare dal comune di Ortona. Il re però, dietro le pressioni dei Decurioni ortonesi, non acconsentì alla richiesta di ampliare la contrada.
All'inizio del XIX secolo fu anche preparata un'adeguata documentazione con lo scopo di motivare la richiesta di autonomia di Caldari e delle tre Ville ossia Villa Torre, Rogatti e Iubatti. Nella documentazione veniva messo in risalto che il numero della popolazione era sufficiente per far fronte alle spese comunali. Queste ragioni vennero accolte dal Consiglio dell'Intendenza di Chieti che, con documento del 22 gennaio 1811, invitava il sindaco di Ortona a predisporre gli atti dovuti per l'attuazione della scissione.
Il Ministro degli Interni approvò la formazione del comune di Caldari con atto del 30 marzo 1811, seguito dall'ordinanza del 10 aprile ad opera dell'Intendenza di Chieti. Successivamente, anche nell'ambito di un progetto di riforma delle Amministrazioni comunali, Ferdinando II decretò la riaggregazione ad Ortona del comune di Caldari, a partire dal 1º gennaio 1840.

## Monumenti e luoghi d'interesse
- Chiesa parrocchiale di San Zefferino Papa. Risale al XVI secolo, anche se già una chiesa dedicata a Santa Maria è menzionata dal X secolo. Fu restaurata nell'epoca del barocco, con il Battistero voluto dal Monsignor Rebiba, ancora oggi conservato. L'aspetto definitivo della chiesa risale al XVII-XVIII secolo.  Nel 1913 è stato restaurato l'organo. Di particolare interesse sono le campane dedicate a dei santi.[4] La pianta è rettangolare a navata unica,  con facciata decorata da architrave in stile classico. Possiede due campanili laterali di diversa forma: uno contiene la cella campanaria e il secondo è una torre dell'orologio, più piccola di quello accanto.
- Chiesa di Nostra Signora di Fatima: si trova in contrada Stazione Caldari, è di moderna fattura, realizzata negli anni 90. Ha una pianta quadrangolare con soffitto a doppia falda.
- Casa Berardi: si trova in località Alboreto, sulla via principale da Caldari per Ortona, ed è uno degli edifici più antichi nell'entroterra rurale ortonese le cui origini risalgono al 1700. Durante la Seconda guerra mondiale, era sede del quartier generale del sistema difensivo tedesco.

## Società

### Tradizioni e folclore
- La festa di Sant'Emidio vescovo e martire si celebra il 10 settembre e prevede una processione serale seguita da uno spettacolo pirotecnico in centro del paese. La tradizione è nata nel 1881, in occasione della forte scossa sismica del 10 settembre che interessò anche Caldari, come ringraziamento al santo per lo scampato pericolo.[3]
- La sagra delle penne all'arrabbiata, organizzata dalla "Pro Loco" di Caldari, si svolge nella piazza del paese nei primi giorni di agosto.

## Economia

### Industria
Nel 1994 viene inaugurato il secondo stabilimento del pastificio De Cecco

## Sport

### Calcio
La Polisportiva Caldari nacque nel 1970, anno nel quale alcuni ragazzi locali decisero di iscrivere la squadra nel campionato di serie C posizionandosi ultimi con 0 punti facendo fallire la società. I dirigenti che la rifondarono 3 anni dopo furono: Antonio D'Alessandro, Nicola Mattioli, Angelo De Lucia e Antonio Gaeta; il primo allenatore Tommaso Marra. I colori sociali sono il rosso e verde a strisce verticali (la prima divisa fu comprata e riportata direttamente da Terni). La formazione è arrivata a militare nel campionato di Eccellenza, Girone B. Nell'estate 2014 ha dichiarato la fine della sua attività per bancarotta fraudolenta.
Nell'annata 1984-85 nasce l'AC Atletico Caldari, che ha partecipato ai campionati di I e II categoria arrivando a giocare fino a quello di III Categoria prima del suo scioglimento.
Nel 2009 è stata creata un'altra società calcistica, denominata Real Caldari, che è arrivata a giocare in Serie D girone F nel 2015/2016 per poi confluire nella SSD Ortona Calcio che milita attualmente nel campionato abruzzese di Eccellenza.

### Impianti sportivi
Gli impianti sportivi sono il campo di calcio di Caldari, dove giocava la Polisportiva Caldari in gemellaggio con la SS Lazio, ormai abbandonato, e il palasport in cui si giocano le gare casalinghe della Gio Basket Ortona e delle sezioni giovanili della Tombesi C5.